# セーヴィング・スロー
セーヴィング・スロー(saving throw)は、ロールプレイングゲームとウォーゲームで使用される用語であり、キャラクターに対してかけられた魔法などの効果に抵抗することができたかどうか、行為判定によって決定するルールである。

## 概要
ロールプレイングゲームとウォーゲームでは、プレイヤーキャラクター（PC）は怪物や罠によって頻繁に魔法や毒などの攻撃を受ける。こうした攻撃に対して回避したり、抵抗したりすることができたかどうか、結果を決めるために行なわれる行為判定をセーヴィング・スローと呼ぶ。セーヴィング・スローに成功すると、魔法や毒などの効果は減少したり、無効になったりする。
セーヴィング・スローの基準値となる数値は、敏捷性、耐久力、判断力または運など、PCの適切な能力値によって決定される。キャラクターが経験値によって成長することで、セーヴィング・スローの基準値も増加していく。また、魔法の装備や呪文の効果も、一時的にセーヴィング・スローの基準値を変更することがある。
一部のゲームでは（「ウォーハンマー」など）、キャラクターが受けた攻撃が「鎧を貫通する可能性があるか」を決定するためにセーヴィング・スローが行なわれる。その場合には鎧セーヴや難攻不落セーヴと呼ばれることがある。
ゲームマスターは、プレイヤーが自分のキャラクターの身を守るための創造的な方法を思い付いたときには、プレイヤーのセーヴィング・スローの基準値にボーナスを追加することができる。

## ダンジョンズ&ドラゴンズ

### クラシックD&D
クラシックD&Dでは、セーヴィング・スローは『死の光線／毒』、『魔法のワンド』、『麻痺／石化』、『ドラゴンブレス』、『呪文／ロッド／スタッフ』の5種類があった。それぞれ、キャラクタークラスとレベルによって決まる固定値であり、「知恵」の能力値が13以上、または8以下の場合には、呪文に対するセーヴィングスローに修正が与えられた。

### AD&D
Advanced Dungeons & Dragons 2nd Edition（アドバンスド・ダンジョンズ＆ドラゴンズ第2版/AD&D第2版）では、セーヴィング・スローは『麻痺／毒／死の魔法』、『ロッド／スタッフ／ワンド』、『石化／変身』、『ブレスウェポン』、『呪文』と、種類は5つだがクラシックD&Dとは異なる分類になり、上から順に優先順位で判定するのが基本原則となる（例えば、石化呪文だと『石化／変身』で判定を行なう）。また、「判断力」（wisdom）、「敏捷力」（dexterity）があると特定の状況のセーヴィング・スローに対して修正がつく。

### 第3版
D&D第3版では、セーヴィング・スローは「頑健」(Fortitude)、「反応」(Reflex)、「意志」(Will)の3種類に再編された。
各キャラクタークラスにはレベルによって基本セーヴ・ボーナスが決まり、これに能力修正値を加えた値を用いる。

### 第4版
D&D第4版では、第3版で使われていた「頑健」「反応」「意志」はアーマークラスと同様に攻撃の目標値に変更されたため、セーヴィング・スローの概念自体が異なる。キャラクターが継続的な影響や効果を被っているときに、キャラクターのターンの終了時に20面体のサイコロを1回振り、10以上の目が出れば成功（効果が終了する）という簡易的なものである。このセーヴィング・スローには能力値などによる修正は加算されないが、自分や他のキャラクターの持つパワー、特技、種族特徴などにより、修正が加えられる場合もある。

### 第5版
D&D第5版のセーヴィング・スローは、各キャラクターの能力値判定と全くの同一である。